# Edina Gallovits-Hall
Edina Gallovits-Hall (Timișoara, 10 de desembre de 1984) és un jugadora de tennis romanesa i estatunidenca. Va representar el seu país natal fins a l'any 2015, i llavors va adquirir la nacionalitat estatunidenca després d'haver-se casat amb Bryce Hall, passant a competir per aquest país.

## Palmarès: 3 (0−3)

### Individual: 1 (0−1)
| Llegenda                     |
| ---------------------------- |
| Grand Slam (0−0)             |
| WTA Tour Championships (0−0) |
| Tier I (0−0)                 |
| Tier II (0−0)                |
| Tier III (0−0)               |
| Tier IV (0−1)                |
| Tier V (0−0)                 |

| Títols per superfície |
| --------------------- |
| Dura (0−0)            |
| Gespa (0−0)           |
| Terra batuda (0−1)    |

| Resultat  | Núm. | Data               | Torneig            | Superfície   | Oponent             | Marcador |
| --------- | ---- | ------------------ | ------------------ | ------------ | ------------------- | -------- |
| Finalista | 1.   | 16 de juny de 2007 | Barcelona, Espanya | Terra batuda | Meghann Shaughnessy | 3−6, 2−6 |

### Dobles: 4 (3−1)
| Abans de 2009                | Després de 2009         |
| ---------------------------- | ----------------------- |
| Grand Slam (0−0)             |                         |
| WTA Tour Championships (0−0) |                         |
| Tier I (0−1)                 | Premier Mandatory (0−0) |
| Tier II (0−0)                | Premier 5 (0−0)         |
| Tier III (0−0)               | Premier (0−0)           |
| Tier IV i V (0−0)            | International (3−0)     |

| Títols per superfície |
| --------------------- |
| Dura (1−0)            |
| Gespa (0−0)           |
| Terra batuda (2−1)    |

| Resultat  | Núm. | Data                   | Torneig                  | Superfície   | Parella                 | Oponents                         | Marcador            |
| --------- | ---- | ---------------------- | ------------------------ | ------------ | ----------------------- | -------------------------------- | ------------------- |
| Finalista | 1.   | 20 d'abril de 2008     | Charleston, Estats Units | Terra batuda | Olga Govortsova         | Katarina Srebotnik Ai Sugiyama   | 2−6, 2−6            |
| Guanyador | 1.   | 21 de febrer de 2010   | Bogotà, Colòmbia         | Terra batuda | Gisela Dulko            | Olga Savchuk Anastasiya Yakimova | 6−2, 7−6(6)         |
| Guanyador | 2.   | 19 de setembre de 2010 | Canton, Xina             | Dura         | Sania Mirza             | Han Xinyun Liu Wanting           | 7−5, 6−3            |
| Guanyador | 3.   | 20 de febrer de 2011   | Bogotà (2)               | Terra batuda | Anabel Medina Garrigues | Sharon Fichman Laura Pous Tió    | 2−6, 7−6(6), [11−9] |

## Trajectòria

### Individual
| | Romania | Romania | Romania | Romania | Romania | Romania | Romania | Romania | Romania | Romania | Romania | Estats Units | Estats Units |        |       |
| Torneig | 2003    | 2004    | 2005    | 2006    | 2007    | 2008    | 2009    | 2010    | 2011    | 2012    | 2013    | 2014         | 2015         | Títols | V – D |
| Open d'Austràlia | A       | A       | Q       | Q       | 1R      | 2R      | 2R      | 1R      | 1R      | A       | 1R      | A            | A            | 0 / 6  | 2 – 6 |
| Roland Garros | 1R      | Q       | Q       | Q       | 2R      | 1R      | 1R      | Q       | 2R      | 1R      | A       | A            | A            | 0 / 6  | 2 – 6 |
| Wimbledon | A       | 1R      | Q       | Q       | 1R      | 2R      | 1R      | 2R      | Q       | 1R      | A       | A            | 1R           | 0 / 7  | 2 – 7 |
| US Open | Q       | Q       | Q       | Q       | 1R      | 1R      | 1R      | 1R      | Q       | 2R      | A       | A            | Q            | 0 / 5  | 1 – 5 |
| Rànquing a final d'any | 187     | 186     | 129     | 111     | 87      | 84      | 93      | 75      | 124     | 109     | 744     | –            | 542          |        |       |
| Llegenda: G: Guanyadora; F: Finalista; SF: Semifinalista; QF: Quarts de final; Q: Qualificació; A: Absent; RR: Round Robin; |         |         |         |         |         |         |         |         |         |         |         |              |              |        |       |

### Dobles
| Open d'Austràlia | A   | A   | A   | 1R | 2R | 1R | 1R  | A   | A | 0 / 4 | 1 – 4 |
| Roland Garros | A   | A   | A   | 2R | 1R | 2R | 1R  | 3R  | A | 0 / 5 | 4 – 5 |
| Wimbledon | 1R  | A   | A   | 1R | 1R | 1R | A   | A   | A | 0 / 4 | 0 – 4 |
| US Open | A   | A   | 1R  | A  | 2R | 2R | 2R  | A   | A | 0 / 4 | 2 – 4 |
| Rànquing a final d'any | 285 | 151 | 176 | 97 | 77 | 73 | 125 | 126 | – |       |       |
| Llegenda: G: Guanyadora; F: Finalista; SF: Semifinalista; QF: Quarts de final; Q: Qualificació; A: Absent; RR: Round Robin; |     |     |     |    |    |    |     |     |   |       |       |